# Musca hugonis
Musca hugonis är en tvåvingeart som beskrevs av Adrian C. Pont 1980. Musca hugonis ingår i släktet Musca och familjen husflugor. Inga underarter finns listade i Catalogue of Life.